# Deto aucklandiae
Deto aucklandiae är en kräftdjursart som först beskrevs av Thomson 1879.  Deto aucklandiae ingår i släktet Deto och familjen Detonidae. Inga underarter finns listade i Catalogue of Life.